# Dub tolerance
Dub tolerance je památný strom – solitér dub letní (Quercus robur L.). Nachází se u panelových domů nedaleko Kulturního střediska Vratimov nad potokem Slezský Mlýnský náhon, ve Vratimově v okrese Ostrava-město v geomorfologickém celku Ostravská pánev v Moravskoslezském kraji.

## Popis stromu
Strom je zdravý a došlo jen k ulomení vedné silnější větve v koruně. Podle údajů z roku 2006:
| Výška:                        | 19 m                                        |
| Obvod kmene ve výčetní výšce: | 2,9 m                                       |
| Šířka koruny stromu:          | 18 m                                        |
| Stáří:                        | v roce 2019 odhadováno 150 let              |
| Ochranné pásmo stromu:        | kruh o poloměru 10 m se středem v ose kmene |
| Datum vyhlášení ochrany:      | 28. června 2006                             |

## Původ názvu stromu
Dub je z jedné strany propleten s korunou staré třešně ptačí, respektuje ji a nechává ji v klidu růst, tzn. že ji toleruje. Proto se nazývá Dub tolerance.

## Další informace
Strom je celoročně volně přístupný. Ve Vratimově je také strom Dub vzpomínkový.

## Galerie

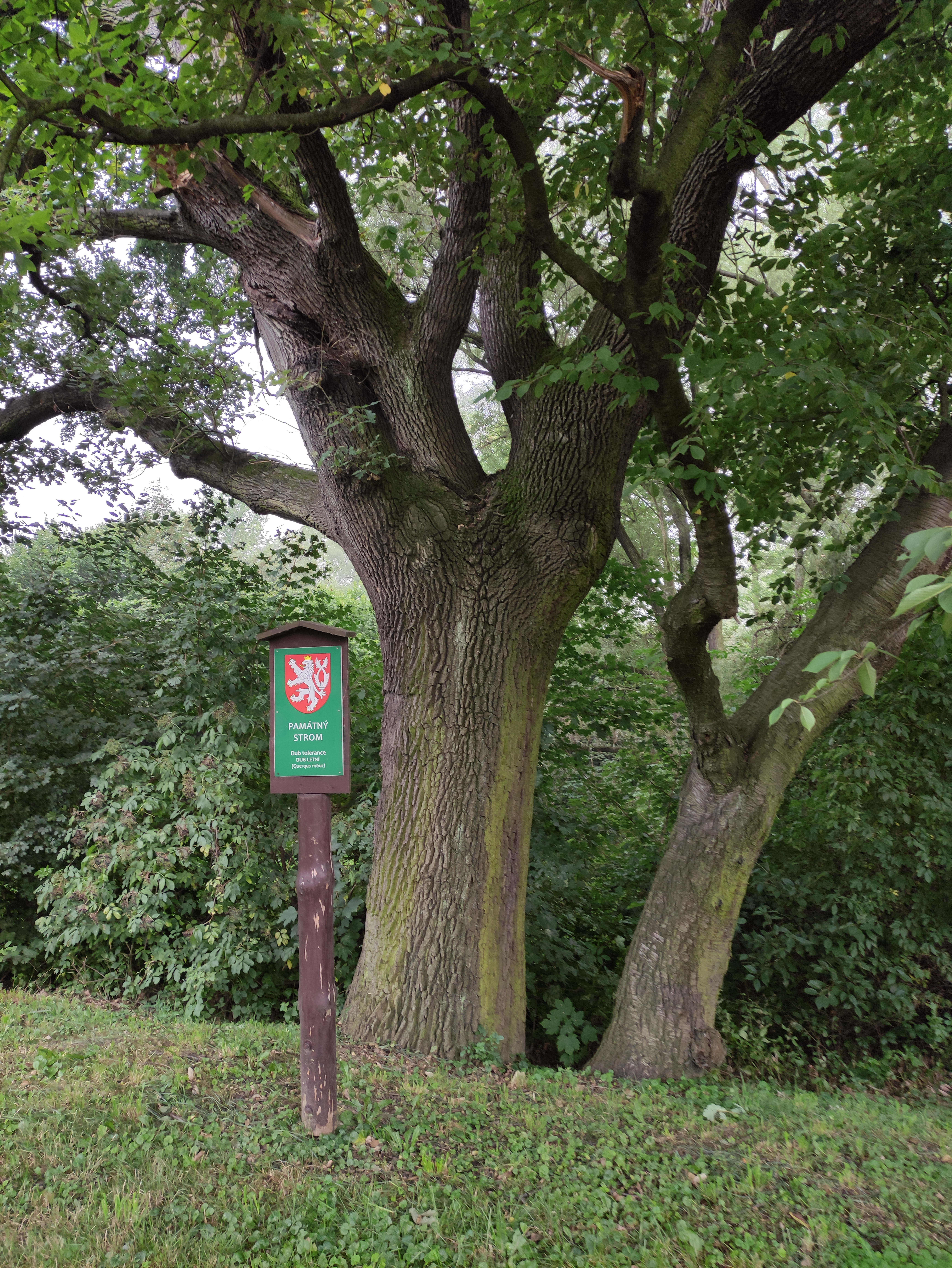